# Conflict de interese
Un conflict de interese (CDI) este o situație în care o persoană sau organizație este implicată în mai multe interese, de exemplu interese financiare sau de altă natură, ce pot corupe sau afecta major luarea deciziilor corecte și imparțiale de către acea persoană sau organizație.
Prezența unui conflict de interese nu duce automat la fapte de corupție sau la luarea unor decizii incorecte. Prin urmare, un conflict de interese poate fi descoperit și reglementat înaintea apariției unui act de corupție. Un conflict de interese există în cazul în care în diferite circumstanțe există riscul (conform experienței anterioare și a dovezilor obiective) ca o decizie să fie influențată de alte interese secundare, și nu indică faptul că un anumit individ va fi cu siguranță influențat de un interes secundar.
O definiție utilizată pe scară largă este: "Un conflict de interese este un set de circumstanțe unde există riscul ca raționamentul profesional sau acțiunile legate de un interes principal vor fi în mod nejustificat influențate de un interes secundar." Interesul principal se referă la principalele obiective de profesie sau activitate, cum ar fi protecția clienților, starea de sănătate a pacienților, integritatea de cercetare sau atribuțiile unei funcții publice. Interesul secundar include beneficiul personal care nu este limitat doar la un câștig financiar, ci și alte motive precum dorința de a face favoruri pentru familie și prieteni sau dorința pentru avansare pe plan profesional. Aceste interese secundare nu sunt tratate ca un element negativ în sinea lor, dar sunt inacceptabile atunci când acestea afectează interesul principal. Reglementări privind conflictul de interes în spațiul public se concentrează în principal pe relații financiare, deoarece acestea sunt mai obiective și cuantificabile, și implică, de obicei, mediul politic, juridic sau medical.

## Tipuri
Există mai multe forme de conflicte de interese:
- Self-dealing (din eng.) este o practică în care un agent guvernamental care controlează o firmă sau organizație o face să intre într-o tranzacție cu el însuși, sau cu o altă organizație de care beneficiază numai acel agent. Agentul guvernamental este de ambele părți ale afacerii.
- Nepotismul, în care un soț, copil sau o altă rudă apropiată este angajată de către un individ dintr-o organizație, sau în cazul în care bunuri sau servicii sunt achiziționate de la o rudă sau de la o firmă controlată de către o rudă. Pentru a evita nepotismul în angajare, multe firme întreabă dacă aplicantul este legat de vreun angajat al companiei. Această practică permite recuzarea rudei (înlăturarea acesteia din procesul de decizie pentru aplicant), dacă acea rudă are un rol în procesul de angajare.
- Dacă doua persoane sunt atât prieteni cât și oameni de afaceri, cadourile date unul altuia în mod prietenesc ar putea constitui conflict de interese, întrucât ar putea afecta relația de afaceri. Astfel de cadouri pot include lucruri non-tangibile, precum transport sau cazare.

## Exemple

### Auto-reglementarea
Auto-reglementarea a oricărui grup este, de asemenea, un conflict de interese. Dacă o corporație sau organizație guvernamentală este rugată să elimine comportamentul lipsit de etică în propriul lor grup, poate fi în interesul lor pe termen scurt să elimine mai degrabă "aparența" lipsei de etică, decât comportamentul în sine, prin ascunderea anumitor încălcări etice, în loc de a le expune și corecta. O excepție există totuși atunci când încălcarea etică este deja cunoscută de către public. În acest caz, ar putea fi în interesul grupului să rezolve problema de etica la care publicul are cunoștințe, dar să ascundă alte încălcări similare.

### Oficiali guvernamentali

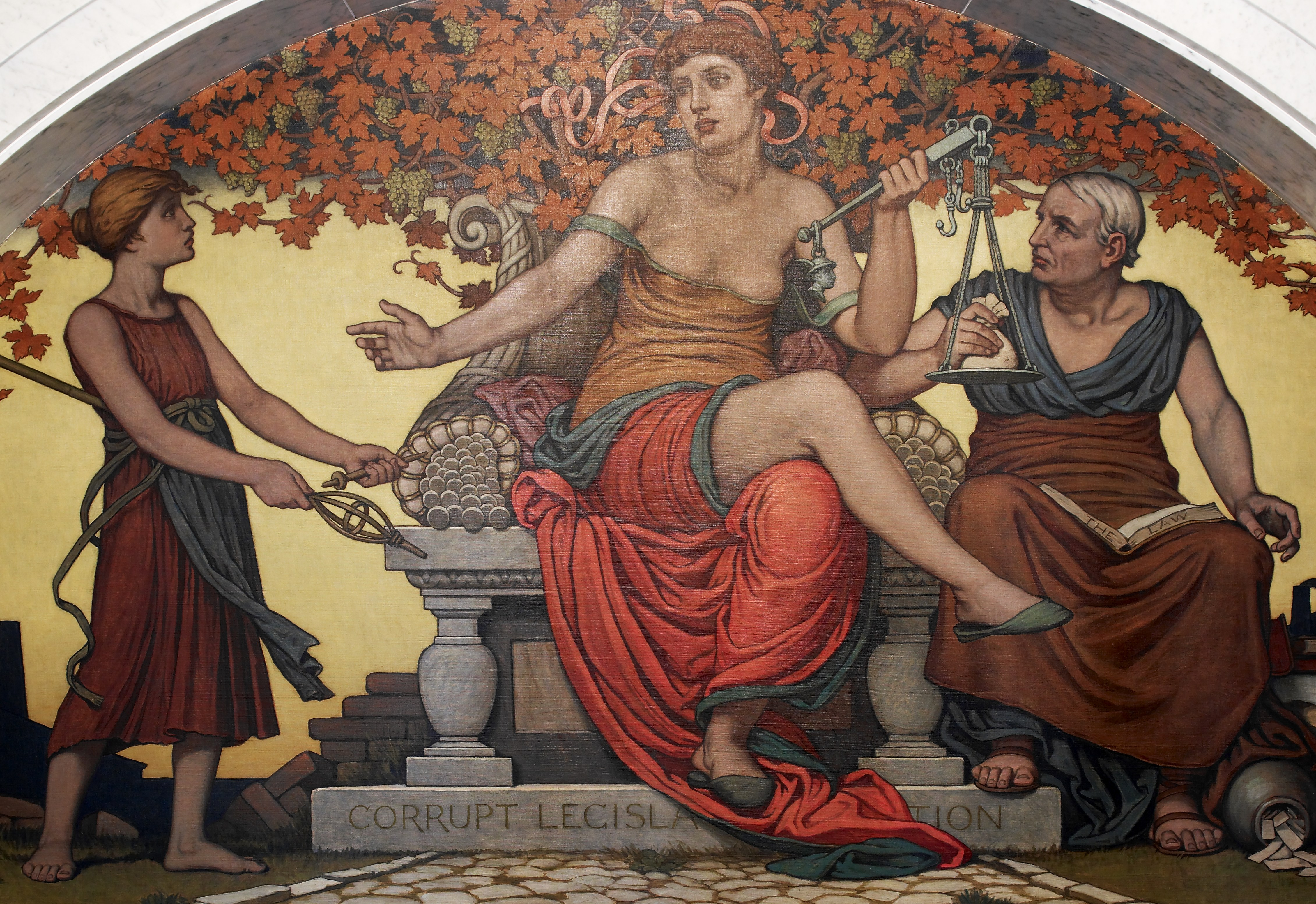
Conflict de interese în legislație.

Reglementarea conflictului de interese în guvern este unul dintre obiectivele de etică politică. Funcționarii publici trebuie să își pună serviciul pentru public și votanții lor înaintea intereselor personale. Reglementarea strictă a conflictelor de interese este destinată să împiedice funcționarii să ia decizii în condiții în care există riscul ca aceștia să-și încalce obligațiile de servici. Regulile din ramura executivă tind să fie mai stricte și mai ușor de aplicat decât în ramura legislativă. Două probleme fac dificilă reglementarea conflictelor de interes. În primul rând, după cum a scris James Madison, legislatorii ar trebui să împărtășească o "comuniune de interese" cu alegătorii lor. Legislatorii nu pot reprezenta în mod adecvat interesele constituenților fără să le reprezinte, de asemenea, pe ale lor. Senatorul american Robert S. Kerr a spus odată, "Eu reprezint fermierii din Oklahoma, deși am mai multe ferme mari. Eu reprezint afaceri cu petrol în Oklahoma ... dar și eu sunt în afaceri cu petrol ... Ei nu vor să trimită aici un om care nu are nici o comuniune de interese cu ei, pentru că acel om nu ar valora nimic pentru ei."  Problema constă în a distinge interesele speciale de cele generale ale populației. În al doilea rând, interesele politice ale legiuitorilor includ finanțarea pentru campaniile lor electorale, de care au nevoie pentru a fi aleși, și care în anumite cazuri nu sunt ilegale și nu reprezintă mită, deșii în multe situații ele pot avea același efect. Problema aici este cum să țină sub control interesul secundar (strângerea de fonduri pentru campanie) pentru a nu afecta interesul lor primar (îndeplinirea în mod profesional a sarcinilor de serviciu).

## Soluții

### Înlăturare din funcție
Uneori, oamenii care au un conflict de interese demisionează din funcție sau își vând acțiunile într-o societate, pentru a elimina conflictele de interese. De exemplu, lordul Evans de Weardale a demisionat din postul de director non-executiv al Agenției de Crimă din Marea Britanie, după o controversă privind evitarea plății unor taxe ale HSBC, unde Evans era de asemenea director non-executiv. Această demisie a avut loc pentru a evita apariția unui conflict de interese.

### Divulgare
De obicei, politicieni și oficiali guvernamentali de rang înalt sunt obligați să divulge informații financiare—active, cum ar fi acțiuni, datorii cum ar fi împrumuturi, și/sau funcții înalte deținute. Pentru a proteja intimitatea (în oarecare măsură), cifrele financiare sunt de multe ori prezentate sub formă de intervale, cum ar fi "între 100.000 și 500.000 de RON". Pentru multe profesii este necesar, conform legii sau regulamentului intern, să fie dezvăluit orice potențial conflict de interese. În unele cazuri, eșecul de a dezvălui este o infracțiune și se pedepsește conform legii.

### Recuzare
Cei cu un conflict de interese sunt așteptați să recuzeze (să se abțină) ei înșiși de la decizii, în cazul în care un astfel de conflict există. Necesitatea de recuzare variază în funcție de circumstanțe și de profesie, și este bazată pe bunul simț și etica persoanei în cauză sau prin statut. De exemplu, dacă consiliul de conducere a unei agenții guvernamentale are în vedere angajarea unei firme de consultanta pentru unele sarcini, și o firmă ce este luată în considerare este condusă de o rudă apropiată a unuia dintre membrii consiliului, atunci acel membru al consiliului de administrație nu ar trebui să voteze pentru selectarea firmei. În plus, pentru a minimiza orice conflict, acel membru al consiliului de administrație nu ar trebui să participe în niciun fel la discuții sau în procesul de decizie.

### Evaluări terțe
O situație în care sunt folosite evaluări terțe este atunci când proprietarul majoritar al unei companii publice decide să cumpere pachetul minoritar de acțiuni ale celorlalți acționari și sa transforme firma într-o corporație privată. Care ar fi prețul corect? Evident că nu este corespunzător (și, de obicei, chiar ilegal) ca acționarul majoritar să fixeze un preț și apoi să ceară consiliului de administrație (unde deține majoritate) să aprobe prețul. Soluția este așadar de a angaja o firmă independentă (terță), capabilă să evalueze un preț corect, care este apoi votat de către acționarii minoritari.

## Legături externe
- Thacker, Paul D. (noiembrie 2006). „Environmental journals feel pressure to adopt disclosure rules”. Environmental Science & Technology. 40 (22): 6873–6875. doi:10.1021/es062808a. Mai multe valori specificate pentru |DOI= și |doi= (ajutor)
- McDonald, Michael. „Ethics and Conflict of Interest”. W. Maurice Young Centre for Applied Ethics. Arhivat din original la 3 noiembrie 2007. Mai multe valori specificate pentru |nume= și |last= (ajutor)